# Dirades columbaris
Dirades columbaris är en fjärilsart som beskrevs av W. Warren 1897. Dirades columbaris ingår i släktet Dirades och familjen Uraniidae. Inga underarter finns listade i Catalogue of Life.